# Cem Yılmaz
Cem Yılmaz (Istanboel, 23 april 1973) is een Turks cabaretier, acteur, stemacteur, muzikant, filmmaker, scenarioschrijver en striptekenaar. Hij is vooral bekend om zijn films G.O.R.A. (2004), A.R.O.G (2008) en Yahşi Batı (2010). Hij heeft twee Sadri Alışık-acteerprijzen gewonnen voor zijn rollen in Organize İşler (2005) en Hokkabaz (2006).

## Biografie
Cem Yılmaz is geboren in het district Fatih van Istanboel. Zijn familie komt oorspronkelijk uit Sivas. Tijdens zijn studie Toerisme en Hotel Management aan Boğaziçi University is Cem Yılmaz begonnen met het tekenen van strips voor het Turks satirisch weekblad Leman. In augustus 1995 trad hij voor het eerst op als cabaretier in het cultureel centrum Leman. Na positieve reacties van het publiek ging hij door met optreden en trok hij steeds grotere aantallen bezoekers. Inmiddels heeft hij al meer dan duizend keer opgetreden in het cultureel centrum van Beşiktaş.

## Carrière

### Filmcarrière
Yılmaz begon zijn filmcarrière in 1998 met de hoofdrol in de speelfilm Herşey Çok Güzel Olacak (1998) en vervolgde zijn filmdebut met de film Vizontele (2001). Zijn grootse succes heeft hij behaald met de sciencefiction-parodiefilm G.O.R.A. (2004). Ondanks aanvankelijke problemen omtrent de financiering van G.O.R.A. werd de film een regelrechte kaskraker. Na dit succes verscheen Yılmaz in de komediefilm Organize İşler (2005) en won hij de Sadri Alışık prijs voor 'beste mannelijke bijrol'. Hij maakte zijn regiedebuut in 2005 met de film Hokkabaz (2005) waarvoor hij de Sadri Alışık prijs voor 'beste acteur' in ontvangst mocht nemen. In 2014 speelde hij in de film The Water Diviner (2014), samen met Russell Crowe die tevens deze film regisseerde. Verder sprak Yılmaz de stem in in de Turkse versies van Cars 2 (2011) en Bee Movie (2007).

### Podiumartiest
Yılmaz is een zeer geliefd cabaretier in Turkije. In de jaren 90 begon hij stand-up-voorstellingen te geven in de bar van het Leman cultureel centrum. Inmiddels heeft hij vier cabaretvoorstellingen opgevoerd en is hij in Europa en de Verenigde Staten op tournee geweest. Daarnaast heeft hij het Filharmonisch Orkest Borusan Istanboel twee keer gedirigeerd.

### Televisie reclames
In de loop van zijn carrière is Cem Yılmaz het reclamegezicht geweest van verschillende grote bedrijven, onder andere Panasonic, Türk Telekom en Doritos.